# Erythrorchis
Erythrorchis là một chi thực vật có hoa trong họ, Orchidaceae.